# Jeroen Claase
Jeroen Frederik Wilhelmus Claase (Winterswijk, 19 april 1974) is een Nederlandse zanger.

## Zang en werkzaamheden
Claase begon zijn zangcarrière in zowel Nederland als Indonesië, waar zijn roots deels liggen, in 1997. In Nederland werd hij bekend met nummers als 'Sha La La', en 'Sinds jij hier verscheen', waarvan een gedeelte van de opbrengst naar de dierenbescherming ging. In Indonesië deed Claase aan liefdadigheidswerk met de Jeroen Claase Foundation in Jakarta, zoals het opknappen van een weeshuis in Bogor. Hij was van 2007 tot 2009 eigenaar van Grand Cafe New Orleans in Gouda. Ook werkte hij als freelance accountmanager bij Studio Hilversum en had hij een eigen radioprogramma 'Cafe Claase' op RTV9.
In 2015 begon Claase na een lange pauze weer met het maken van muziek. Na het uitbrengen van de Nederlandstalige single "Met Elkaar" over de vluchtelingenproblematiek, zette hij zijn zinnen op de countrymuziek. In 2018 richtte hij een band genaamd BTN op waarmee hij in het binnen- en buitenland optrad. Deze band met wisselende bezetting bracht muziek met veelal Indonesische invloeden, voornamelijk een mix van Engels- Nederlands- en Indonesisch-talige liedjes waaronder covers en ook nummers uit het eigen repertoire.
In 2018 begon hij samen met George Muishout een band genaamd Orange Fred.

## Discografie

### Albums
- Mari Berdansa (2005)
- Op zoek naar geluk (2005)
- From Indonesia with love (2007)

### Singles
- Sha La La (2005)
- Op zoek naar geluk (2005)
- Heb jij dat ook (2006)
- Sinds jij hier verscheen (2006)
- JIJ (2006)
- Met Elkaar (2016)
- Wanita feat. BTN (2018)